# Zamia hymenophyllidia
Zamia hymenophyllidia är en kärlväxtart som beskrevs av Dennis William Stevenson. Zamia hymenophyllidia ingår i släktet Zamia och familjen Zamiaceae. IUCN kategoriserar arten globalt som akut hotad. Inga underarter finns listade i Catalogue of Life.